# Calymperes tahitense
Calymperes tahitense är en bladmossart som beskrevs av Mitten 1868. Calymperes tahitense ingår i släktet Calymperes och familjen Calymperaceae. Inga underarter finns listade i Catalogue of Life.